# Liolaemus multicolor
Liolaemus multicolor är en ödleart som beskrevs av  Koslowsky 1898. Liolaemus multicolor ingår i släktet Liolaemus och familjen Tropiduridae. Inga underarter finns listade i Catalogue of Life.